# Llista d'espècies d'esparàssids (O-Z)
Llista d'espècies d'esparàssids, per ordre alfabètic de la lletra O a la Z, amb totes les espècies descrites fins al 27 de novembre de 2006.
- Per a més informació, vegeu la Llista d'espècies d'esparàssids
- Per conèixer la resta d'espècies vegeu la Llista d'espècies d'esparàssids (A-N).

| Directori O P R S T V Y Z |

## O

### Olios
Olios Walckenaer, 1837
- Olios abnormis (Blackwall, 1866) (Central Àfrica)
- Olios acolastus (Thorell, 1890) (Sumatra)
- Olios acostae Schenkel, 1953 (Veneçuela)
- Olios actaeon (Pocock, 1899) (New Bretanya)
- Olios admiratus (Pocock, 1901) (Índia)
- Olios Àfricanus (Karsch, 1878) (Mozambique)
- Olios albertius Strand, 1913 (Central Àfrica)
- Olios albinus Fox, 1937 (EUA)
- Olios albus Mello-Leitão, 1918 (Brasil)
- Olios alluaudi Simon, 1887 (Costa d'Ivori)
- Olios amanensis Strand, 1907 (Àfrica Oriental)
- Olios annandalei (Simon, 1901) (Malàisia)
- Olios annulatus (F. O. P.-Cambridge, 1900) (Mèxic)
- Olios antiguensis (Keyserling, 1880) (Índies Occidentals)
  - Olios antiguensis columbiensis Schmidt, 1971 (Colòmbia)
- Olios argelasius (Walckenaer, 1805) (Mediterrani)
- Olios aristophanei Lessert, 1936 (Mozambique)
- Olios artemis Hogg, 1916 (Nova Guinea)
- Olios atomarius Simon, 1880 (Perú)
- Olios attractus Petrunkevitch, 1911 (Brasil)
- Olios audax (Banks, 1909) (Costa Rica)
- Olios aurantiacus Mello-Leitão, 1918 (Brasil)
- Olios auricomis (Simon, 1880) (Zanzíbar)
- Olios banananus Strand, 1915 (Congo)
- Olios batesi (Pocock, 1899) (Camerun)
- Olios baulnyi (Simon, 1874) (Marroc, Senegal, Sudan)
- Olios benitensis (Pocock, 1899) (Camerun)
- Olios berlandi Roewer, 1951 (Nova Caledònia)
- Olios bhavnagarensis Sethi & Tikader, 1988 (Índia)
- Olios biarmatus Lessert, 1925 (Sud-àfrica)
- Olios bibranchiatus Fox, 1937 (EUA)
- Olios bicolor Banks, 1914 (Puerto Rico)
- Olios bivittatus Roewer, 1951 (Guyana)
- Olios bombilius (F. O. P.-Cambridge, 1899) (Perú)
- Olios brachycephalus Lawrence, 1938 (Sud-àfrica)
- Olios bungarensis Strand, 1913 (Sumatra)
- Olios canalae Berland, 1924 (Nova Caledònia)
- Olios canariensis (Lucas, 1838) (Illes Canàries)
- Olios caprinus Mello-Leitão, 1918 (Brasil)
- Olios cayanus Taczanowski, 1872 (Brasil, Guaiana Francesa)
- Olios ceylonicus (Leardi, 1902) (Sri Lanka)
- Olios chelifer Lawrence, 1937 (Sud-àfrica)
- Olios chiracanthiformis (Strand, 1906) (Etiòpia)
- Olios chubbi Lessert, 1923 (Sud-àfrica)
- Olios clarus (Keyserling, 1880) (Mèxic)
- Olios claviger (Pocock, 1901) (Sud-àfrica)
- Olios coccineiventris (Simon, 1880) (Moluques, Nova Guinea)
- Olios coenobitus Fage, 1926 (Madagascar)
- Olios conspersipes (Thorell, 1899) (Camerun)
- Olios corallinus Schmidt, 1971 (Ecuador)
- Olios correvoni Lessert, 1921 (Àfrica Oriental)
  - Olios correvoni choupangensis Lessert, 1936 (Mozambique)
  - Olios correvoni nigrifrons Lawrence, 1928 (Àfrica Meridional)
- Olios crassus (Banks, 1909) (Costa Rica)
- Olios croseiceps (Pocock, 1898) (Malawi)
- Olios cursor (Thorell, 1894) (Malàisia)
- Olios darlingi (Pocock, 1901) (Sud-àfrica)
- Olios darlingtoni Bryant, 1942 (Puerto Rico)
- Olios debilipes Mello-Leitão, 1945 (Argentina)
- Olios derasus (C. L. Koch, 1845) (Sud-àfrica)
- Olios detritus (C. L. Koch, 1845) (Sud-àfrica)
- Olios digitalis Eydoux & Souleyet, 1841 (Unknown)
- Olios discolorichelis Caporiacco, 1947 (Guyana)
- Olios durlaviae Biswas & Raychaudhuri, 2005 (Bangladesh)
- Olios ensiger (F. O. P.-Cambridge, 1900) (Mèxic)
- Olios erraticus Fage, 1926 (Madagascar)
- Olios erroneus O. P.-Cambridge, 1890 (Guatemala fins a Veneçuela)
- Olios extensus Berland, 1924 (Nova Caledònia)
- Olios exterritorialis Strand, 1907 (Java or Ceram)
- Olios faesi Lessert, 1933 (Angola)
- Olios fasciatus (Keyserling, 1880) (Perú, Brasil)
- Olios fasciculatus Simon, 1880 (EUA, Mèxic)
- Olios fasciiventris Simon, 1880 (Zanzíbar)
- Olios feldmanni Strand, 1915 (Camerun)
- Olios ferox (Thorell, 1892) (Indonesia or Austràlia)
- Olios ferrugineus (C. L. Koch, 1836) (Mèxic, Guatemala, Brasil)
- Olios fimbriatus Chrysanthus, 1965 (Nova Guinea)
- Olios flavens Nicolet, 1849 (Xile)
- Olios flavidus (O. P.-Cambridge, 1885) (Yarkand)
- Olios floweri Lessert, 1921 (Etiòpia, Àfrica Oriental)
- Olios fonticola (Pocock, 1902) (Sud-àfrica)
- Olios formosus Banks, 1929 (Panamà)
- Olios foxi Roewer, 1951 (EUA)
- Olios francoisi (Simon, 1898) (Illes Loyalty)
- Olios franklinus Walckenaer, 1837 (EUA)
- Olios freyi Lessert, 1929 (Congo)
- Olios fugax (O. P.-Cambridge, 1885) (Pakistan, Yarkand)
- Olios fugiens (O. P.-Cambridge, 1890) (Guatemala)
- Olios fuhrmanni Strand, 1914 (St. Thomas)
- Olios fuligineus (Pocock, 1901) (Índia)
- Olios fulvithorax Berland, 1924 (Nova Caledònia)
- Olios furcatus Lawrence, 1927 (Namíbia)
- Olios fuscovariatus Mello-Leitão, 1943 (Brasil)
- Olios galapagoensis Banks, 1902 (Illes Galápagos)
- Olios gentilis (Karsch, 1879) (Àfrica Occidental)
- Olios giganteus Keyserling, 1884 (EUA, Mèxic)
- Olios gracilipes Taczanowski, 1872 (Perú, Guaiana Francesa)
- Olios grapsus Walckenaer, 1837 (Austràlia)
- Olios gravelyi Sethi & Tikader, 1988 (Índia)
- Olios greeni (Pocock, 1901) (Sri Lanka)
- Olios guatemalensis Keyserling, 1887 (Guatemala)
- Olios guineibius Strand, 1911 (Nova Guinea)
- Olios guttipes (Simon, 1897) (Sud-àfrica)
- Olios hampsoni (Pocock, 1901) (Índia)
- Olios helvus (Keyserling, 1880) (Colòmbia)
- Olios hirtus (Karsch, 1879) (Sri Lanka)
- Olios hoplites Caporiacco, 1941 (Etiòpia)
- Olios humboldtianus Berland, 1924 (Nova Caledònia)
- Olios hyeroglyphicus Mello-Leitão, 1918 (Brasil)
- Olios inaequipes (Simon, 1890) (Illes Sunda)
- Olios insignifer Chrysanthus, 1965 (Nova Guinea)
- Olios insulanus (Thorell, 1881) (Illes Kei)
- Olios iranii (Pocock, 1901) (Pakistan, Índia)
- Olios isongonis Strand, 1915 (Camerun)
- Olios ituricus Strand, 1913 (Central Àfrica)
- Olios japonicus Jäger & Ono, 2000 (Illes Ryukyu)
- Olios kassenjicola Strand, 1916 (Central Àfrica)
- Olios keyserlingi (Simon, 1880) (Brasil)
- Olios kiranae Sethi & Tikader, 1988 (Índia)
- Olios kruegeri (Simon, 1897) (Sud-àfrica)
- Olios lacticolor Lawrence, 1952 (Sud-àfrica)
- Olios laevatus (Simon, 1897) (Etiòpia)
- Olios lamarcki (Latreille, 1806) (Madagascar fins a Sri Lanka, Índia)
  - Olios lamarcki taprobanicus Strand, 1913 (Sri Lanka)
- Olios lepidus Vellard, 1924 (Brasil)
- Olios longespinus Caporiacco, 1947 (Àfrica Oriental)
- Olios longipedatus Roewer, 1951 (Brasil)
- Olios longipedes Roewer, 1951 (Sudan)
- Olios luctuosus Banks, 1898 (Mèxic)
- Olios lutescens (Thorell, 1894) (Pakistan, Myanmar, Sumatra, Java)
- Olios luteus (Keyserling, 1880) (Perú)
- Olios maTxadoi Lawrence, 1952 (Sud-àfrica)
- Olios macroepigynus Soares, 1944 (Brasil)
- Olios maculatus (Blackwall, 1862) (Brasil, Índies Occidentals)
- Olios maculinotatus Strand, 1909 (Sud-àfrica)
- Olios mahabangkawitus Barrion & Litsinger, 1995 (Filipines)
- Olios malagassus Strand, 1907 (Madagascar)
  - Olios malagassus septifer Strand, 1908 (Madagascar)
- Olios manifestus O. P.-Cambridge, 1890 (Guatemala)
- Olios marshalli (Pocock, 1898) (Sud-àfrica)
- Olios mathani (Simon, 1880) (Perú, Brasil)
- Olios menghaiensis (Wang & Zhang, 1990) (Xina)
- Olios milleti (Pocock, 1901) (Índia, Sri Lanka)
- Olios minax (O. P.-Cambridge, 1896) (EUA, Mèxic)
- Olios minensis (Mello-Leitão, 1917) (Brasil)
- Olios mohavensis Fox, 1937 (EUA)
- Olios monticola Berland, 1924 (Nova Caledònia)
- Olios morbillosus (MacLeay, 1827) (Austràlia)
- Olios mordax (O. P.-Cambridge, 1899) (Madagascar)
- Olios mutabilis Mello-Leitão, 1917 (Brasil)
- Olios mygalinus Doleschall, 1857 (Moluques, Nova Guinea)
  - Olios mygalinus cinctipes Merian, 1911 (Sulawesi)
  - Olios mygalinus nigripalpis Merian, 1911 (Sulawesi)
- Olios nanningensis (Hu & Ru, 1988) (Xina)
- Olios naturalisticus Chamberlin, 1924 (Mèxic)
- Olios neocaledonicus Berland, 1924 (Nova Caledònia)
- Olios nigrifrons (Simon, 1897) (Java)
- Olios nigristernis (Simon, 1880) (Brasil)
- Olios nigriventris Taczanowski, 1872 (Guaiana Francesa)
- Olios nigrovittatus (Keyserling, 1880) (Perú)
- Olios niveomaculatus Mello-Leitão, 1941 (Ecuador)
- Olios nossibeensis Strand, 1907 (Madagascar)
- Olios oberzelleri Kritscher, 1966 (Nova Caledònia)
- Olios obesulus (Pocock, 1901) (Índia)
- Olios obscurus (Keyserling, 1880) (Mèxic, Costa Rica, Panamà)
- Olios obtusus (F. O. P.-Cambridge, 1900) (Guatemala)
- Olios occidentalis (Karsch, 1879) (Congo)
- Olios orchiticus Mello-Leitão, 1930 (Brasil)
- Olios ornatus (Thorell, 1877) (Sulawesi)
- Olios oubatchensis Berland, 1924 (Nova Caledònia)
- Olios paalongus Barrion & Litsinger, 1995 (Filipines)
- Olios pacifer Lessert, 1921 (Congo, Àfrica Oriental)
- Olios paenuliformis Strand, 1916 (Àfrica Occidental)
- Olios pagurus Walckenaer, 1837 (Austràlia)
- Olios paraensis (Keyserling, 1880) (Brasil)
- Olios patagiatus (Simon, 1897) (Índia)
- Olios pellucidus (Keyserling, 1880) (Perú)
- Olios peninsulanus Banks, 1898 (Mèxic)
- Olios perezi Barrion & Litsinger, 1995 (Filipines)
- Olios Perúvianus Roewer, 1951 (Perú)
- Olios phipsoni (Pocock, 1899) (Índia)
- Olios pictitarsis (Simon, 1880) (Perú, Brasil)
- Olios plumipes Mello-Leitão, 1937 (Brasil)
- Olios pollexensis Schenkel, 1953 (Veneçuela)
- Olios positivus Chamberlin, 1924 (Mèxic)
- Olios praecinctus (L. Koch, 1865) (Nova Gal·les del Sud)
- Olios princeps Hogg, 1914 (Nova Guinea)
- Olios provocator Walckenaer, 1837 (Sud-àfrica)
- Olios pulchripes (Thorell, 1899) (Camerun)
- Olios punctipes Simon, 1884 (Índia fins a Sumatra)
  - Olios punctipes sordidatus (Thorell, 1895) (Myanmar)
- Olios puniceus (Simon, 1880) (Perú, Brasil)
- Olios punjabensis Dyal, 1935 (Pakistan)
- Olios pusillus Simon, 1880 (Madagascar)
- Olios pyrozonis (Pocock, 1901) (Índia)
- Olios quinquelineatus Taczanowski, 1872 (Guaiana Francesa)
- Olios roeweri Caporiacco, 1955 (Guyana)
- Olios rosettii (Leardi, 1901) (Índia)
- Olios rotundiceps (Pocock, 1901) (Índia)
- Olios rubripes Taczanowski, 1872 (Guaiana Francesa)
- Olios rubriventris (Thorell, 1881) (Moluques, Nova Guinea)
- Olios rufilatus (Pocock, 1899) (Camerun, Congo)
- Olios rufus (Keyserling, 1880) (Colòmbia)
- Olios ruwenzoricus Strand, 1913 (Central Àfrica)
- Olios sanctivincenti (Simon, 1897) (Saint Vincent)
- Olios sanguinifrons (Simon, 1906) (Índia)
- Olios scalptor Jäger & Ono, 2001 (Taiwan)
- Olios scepticus Chamberlin, 1924 (Mèxic)
- Olios schistus Chamberlin, 1919 (EUA)
- Olios schonlandi (Pocock, 1900) (Sud-àfrica)
- Olios senilis Simon, 1880 (Índia, Sri Lanka)
- Olios sericeus (Kroneberg, 1875) (Àsia central)
- Olios sexpunctatus Caporiacco, 1947 (Guyana)
- Olios sherwoodi Lessert, 1929 (Congo)
- Olios similaris (Rainbow, 1898) (Nova Guinea)
- Olios similis (O. P.-Cambridge, 1890) (Guatemala)
- Olios simoni (O. P.-Cambridge, 1890) (Guatemala)
- Olios sjostedti Lessert, 1921 (Àfrica Oriental)
- Olios skwarrae (Roewer, 1933) (Mèxic)
- Olios socotranus (Pocock, 1903) (Socotra)
- Olios somalicus Caporiacco, 1940 (Somàlia)
- Olios soratensis Strand, 1907 (Bolívia)
- Olios spenceri Pocock, 1896 (Sud-àfrica)
- Olios spiculosus (Pocock, 1901) (Sud-àfrica)
- Olios spinipalpis (Pocock, 1901) (Sud-àfrica)
- Olios stictopus (Pocock, 1898) (Sud-àfrica)
- Olios stimulator (Simon, 1897) (Índia)
- Olios strandi Kolosváry, 1934 (Nova Guinea)
- Olios striatus (Blackwall, 1867) (Índia)
- Olios stylifer (F. O. P.-Cambridge, 1900) (Mèxic, Brasil)
- Olios suavis (O. P.-Cambridge, 1876) (Israel, Egipte)
- Olios subadultus Mello-Leitão, 1930 (Brasil)
- Olios subpusillus Strand, 1907 (Madagascar)
- Olios sulphuratus (Thorell, 1899) (Camerun)
- Olios sylvaticus (Blackwall, 1862) (Brasil)
- Olios tamerlani Roewer, 1951 (Nova Guinea)
- Olios tarandus (Simon, 1897) (Índia)
- Olios tener (Thorell, 1891) (Pakistan, Índia, Myanmar)
- Olios tiantongensis (Zhang & Kim, 1996) (Xina)
- Olios tigrinus (Keyserling, 1880) (Perú)
- Olios tikaderi Kundu, Biswas & Raychaudhuri, 1999 (Índia)
- Olios timidus (O. P.-Cambridge, 1885) (Yarkand)
- Olios triarmatus Lessert, 1936 (Mozambique)
- Olios trifurcatus (Pocock, 1899) (Camerun)
- Olios trinitatis Strand, 1916 (Trinidad)
- Olios tuckeri Lawrence, 1927 (Namíbia)
- Olios valenciae Strand, 1916 (Veneçuela)
- Olios variatus (Thorell, 1899) (Camerun)
- Olios velox (Simon, 1880) (Perú)
- Olios ventrosus Nicolet, 1849 (Xile)
- Olios vestigator (Simon, 1897) (Àfrica Oriental)
- Olios vitiosus Vellard, 1924 (Brasil)
- Olios vittifemur Strand, 1916 (Central Àfrica)
- Olios werneri (Simon, 1906) (Sudan)
- Olios wolfi Strand, 1911 (Nova Guinea)
- Olios wroughtoni (Simon, 1897) (Índia)
- Olios xerxes (Pocock, 1901) (Iran fins a Índia)
- Olios yucatanus Chamberlin, 1925 (Mèxic)
- Olios zebra (Thorell, 1881) (Moluques)
- Olios zulu Simon, 1880 (Sud-àfrica)

### Orchestrella
Orchestrella Lawrence, 1965
- Orchestrella caroli Lawrence, 1966 (Namíbia)
- Orchestrella longipes Lawrence, 1965 (Namíbia)

### Origes
Origes Simon, 1897
- Origes chloroticus Mello-Leitão, 1945 (Argentina)
- Origes pollens Simon, 1897 (Ecuador)

## P

### Paenula
Paenula Simon, 1897
- Paenula paupercula Simon, 1897 (Ecuador)

### Palystella
Palystella Lawrence, 1928
- Palystella browni Lawrence, 1962 (Namíbia)
- Palystella namaquensis Lawrence, 1938 (Namíbia)
- Palystella pallida Lawrence, 1938 (Namíbia)
- Palystella sexmaculata Lawrence, 1928 (Namíbia)

### Palystes
Palystes L. Koch, 1875
- Palystes ansiedippenaarae Croeser, 1996 (Sud-àfrica)
- Palystes castaneus (Latreille, 1819) (Sud-àfrica)
- Palystes convexus Strand, 1907 (Madagascar)
- Palystes crawshayi Pocock, 1902 (Lesotho)
- Palystes ellioti Pocock, 1896 (Àfrica Central i Oriental)
- Palystes flavidus Simon, 1897 (Índia)
- Palystes fornasinii (Pavesi, 1881) (Mozambique)
- Palystes hoehneli Simon, 1890 (Kenya, Tanzània)
- Palystes johnstoni Pocock, 1896 (Botswana, Zimbabwe, Malawi, Mozambique, Uganda)
- Palystes karooensis Croeser, 1996 (Sud-àfrica)
- Palystes leppanae Pocock, 1902 (Sud-àfrica)
- Palystes leroyorum Croeser, 1996 (Sud-àfrica)
- Palystes lunatus Pocock, 1896 (Sud-àfrica)
- Palystes martinfilmeri Croeser, 1996 (Sud-àfrica)
- Palystes perornatus Pocock, 1900 (Sud-àfrica)
- Palystes pinnotheres (Walckenaer, 1805) (Nova Gal·les del Sud, Nova Caledònia)
- Palystes reticulatus Rainbow, 1899 (Santa Cruz)
- Palystes spiralis Strand, 1907 (Madagascar)
- Palystes stilleri Croeser, 1996 (Sud-àfrica)
- Palystes stuarti Croeser, 1996 (Sud-àfrica)
- Palystes superciliosus L. Koch, 1875 (Àfrica Meridional)

### Panaretella
Panaretella Lawrence, 1937
- Panaretella distincta (Pocock, 1896) (Sud-àfrica)
- Panaretella immaculata Lawrence, 1952 (Sud-àfrica)
- Panaretella minor Lawrence, 1952 (Sud-àfrica)
- Panaretella scutata (Pocock, 1902) (Sud-àfrica)
- Panaretella zuluana Lawrence, 1937 (Sud-àfrica)

### Pandercetes
Pandercetes L. Koch, 1875
- Pandercetes celatus Pocock, 1899 (Índia)
- Pandercetes celebensis Merian, 1911 (Sulawesi)
  - Pandercetes celebensis vulcanicola Merian, 1911 (Sulawesi)
- Pandercetes decipiens Pocock, 1899 (Índia, Sri Lanka)
- Pandercetes gracilis L. Koch, 1875 (Moluques, Sulawesi, Nova Guinea, Queensland)
- Pandercetes isopus Thorell, 1881 (Moluques, Nova Guinea)
- Pandercetes longipes Thorell, 1881 (Illes Yule)
- Pandercetes macilentus Thorell, 1895 (Myanmar)
- Pandercetes malleator Thorell, 1890 (Malàisia, Illes Aru)
- Pandercetes manoius Roewer, 1938 (Nova Guinea)
- Pandercetes niger Merian, 1911 (Sulawesi)
- Pandercetes nigrogularis (Simon, 1897) (Java)
- Pandercetes ochreus Hogg, 1922 (Vietnam)
- Pandercetes palliventris Strand, 1911 (Nova Guinea)
- Pandercetes peronianus (Walckenaer, 1837) (Nova Zelanda)
- Pandercetes plumipes (Doleschall, 1859) (Sri Lanka, Amboina, Nova Guinea)
- Pandercetes plumosus Pocock, 1899 (New Bretanya)
- Pandercetes regalis Roewer, 1938 (Nova Guinea)

### Parapalystes
Parapalystes Croeser, 1996
- Parapalystes cultrifer (Pocock, 1900) (Sud-àfrica)
- Parapalystes euphorbiae Croeser, 1996 (Sud-àfrica)
- Parapalystes lycosinus (Pocock, 1900) (Sud-àfrica)
- Parapalystes megacephalus (C. L. Koch, 1845) (Sud-àfrica)
- Parapalystes whiteae (Pocock, 1902) (Sud-àfrica)

### Pediana
Pediana Simon, 1880
- Pediana aurochelis Strand, 1907 (Java)
- Pediana horni (Hogg, 1896) (Austràlia)
- Pediana longbottomi Hirst, 1996 (Oest d'Austràlia)
- Pediana mainae Hirst, 1995 (Territori del Nord)
- Pediana occidentalis Hogg, 1903 (Oest d'Austràlia, Sud d'Austràlia)
- Pediana paradoxa Hirst, 1996 (Sud d'Austràlia)
- Pediana regina (L. Koch, 1875) (Oest d'Austràlia, Queensland, Nova Gal·les del Sud)
  - Pediana regina isopedina Strand, 1913 (Central Austràlia)
- Pediana temmei Hirst, 1996 (Sud d'Austràlia)
- Pediana tenuis Hogg, 1903 (Oest d'Austràlia, Sud d'Austràlia)
- Pediana webberae Hirst, 1996 (Territori del Nord)

### Pleorotus
Pleorotus Simon, 1898
- Pleorotus braueri Simon, 1898 (Seychelles)

### Polybetes
Polybetes Simon, 1897
- Polybetes delfini Simon, 1904 (Xile)
- Polybetes germaini Simon, 1897 (Brasil, Paraguai, Argentina)
- Polybetes martius (Nicolet, 1849) (Xile, Argentina)
- Polybetes obnuptus Simon, 1896 (Bolívia, Argentina)
- Polybetes pallidus Mello-Leitão, 1941 (Argentina)
- Polybetes parvus (Järvi, 1914) (Paraguai)
- Polybetes proximus Mello-Leitão, 1943 (Brasil)
- Polybetes punctulatus Mello-Leitão, 1944 (Argentina)
- Polybetes pythagoricus (Holmberg, 1875) (Brasil, Guyana, Uruguai, Paraguai, Argentina)
- Polybetes quadrifoveatus (Järvi, 1914) (Argentina)
- Polybetes rapidus (Keyserling, 1880) (Surinam fins a Argentina)
- Polybetes rubrosignatus Mello-Leitão, 1943 (Brasil)
- Polybetes trifoveatus (Järvi, 1914) (Paraguai, Argentina)

### Prusias
Prusias O. P.-Cambridge, 1892
- Prusias brasiliensis Mello-Leitão, 1915 (Brasil)
- Prusias lanceolatus Simon, 1897 (Brasil)
- Prusias nugalis O. P.-Cambridge, 1892 (Mèxic, Panamà)
- Prusias semotus (O. P.-Cambridge, 1892) (Panamà)

### Prychia
Prychia L. Koch, 1875
- Prychia gracilis L. Koch, 1875 (Nova Guinea fins a Fiji, Polynesia)
- Prychia maculata Karsch, 1878 (Nova Guinea)
- Prychia pallidula Strand, 1911 (Nova Guinea)
- Prychia suavis Simon, 1897 (Filipines)

### Pseudomicrommata
Pseudomicrommata Järvi, 1914
- Pseudomicrommata longipes (Bösenberg & Lenz, 1895) (Àfrica)

### Pseudopoda
Pseudopoda Jäger, 2000
- Pseudopoda abnormis Jäger, 2001 (Índia)
- Pseudopoda akashi (Sethi & Tikader, 1988) (Índia)
- Pseudopoda albolineata Jäger, 2001 (Nepal)
- Pseudopoda albonotata Jäger, 2001 (Bhutan)
- Pseudopoda alta Jäger, 2001 (Nepal)
- Pseudopoda ausobskyi Jäger, 2001 (Nepal)
- Pseudopoda biapicata Jäger, 2001 (Myanmar)
- Pseudopoda bibulba (Xu & Yin, 2000) (Xina)
- Pseudopoda birmanica Jäger, 2001 (Myanmar)
- Pseudopoda brauni Jäger, 2001 (Nepal)
- Pseudopoda casaria (Simon, 1897) (Índia)
- Pseudopoda chauki Jäger, 2001 (Nepal)
- Pseudopoda chulingensis Jäger, 2001 (Nepal)
- Pseudopoda cuneata Jäger, 2001 (Nepal)
- Pseudopoda dama Jäger, 2001 (Nepal)
- Pseudopoda damana Jäger, 2001 (Nepal)
- Pseudopoda dao Jäger, 2001 (Tailàndia)
- Pseudopoda dhulensis Jäger, 2001 (Nepal)
- Pseudopoda diversipunctata Jäger, 2001 (Nepal)
- Pseudopoda everesta Jäger, 2001 (Nepal)
- Pseudopoda exigua (Fox, 1938) (Xina)
- Pseudopoda exiguoides (Song & Zhu, 1999) (Xina)
- Pseudopoda fissa Jäger & Vedel, 2005 (Vietnam)
- Pseudopoda gogona Jäger, 2001 (Bhutan)
- Pseudopoda grahami (Fox, 1936) (Xina)
- Pseudopoda grasshoffi Jäger, 2001 (Nepal)
- Pseudopoda heteropodoides Jäger, 2001 (Nepal)
- Pseudopoda hingstoni Jäger, 2001 (Índia)
- Pseudopoda hirsuta Jäger, 2001 (Tailàndia)
- Pseudopoda huberti Jäger, 2001 (Nepal)
- Pseudopoda hyatti Jäger, 2001 (Nepal)
- Pseudopoda intermedia Jäger, 2001 (Myanmar)
- Pseudopoda jirensis Jäger, 2001 (Nepal)
- Pseudopoda kalinchoka Jäger, 2001 (Nepal)
- Pseudopoda kasariana Jäger & Ono, 2002 (Japó)
- Pseudopoda khimtensis Jäger, 2001 (Nepal)
- Pseudopoda kullmanni Jäger, 2001 (Myanmar, Sumatra)
- Pseudopoda latembola Jäger, 2001 (Nepal)
- Pseudopoda lushanensis (Wang, 1990) (Xina)
- Pseudopoda lutea (Thorell, 1895) (Myanmar)
- Pseudopoda marmorea Jäger, 2001 (Nepal)
- Pseudopoda marsupia (Wang, 1991) (Xina, Tailàndia)
- Pseudopoda martensi Jäger, 2001 (Nepal)
- Pseudopoda martinae Jäger, 2001 (Nepal)
- Pseudopoda megalopora Jäger, 2001 (Myanmar)
- Pseudopoda minor Jäger, 2001 (Índia)
- Pseudopoda monticola Jäger, 2001 (Nepal)
- Pseudopoda nanyueensis Tang & Yin, 2000 (Xina)
- Pseudopoda parvipunctata Jäger, 2001 (Tailàndia)
- Pseudopoda platembola Jäger, 2001 (Myanmar)
- Pseudopoda prompta (O. P.-Cambridge, 1885) (Pakistan, Índia)
- Pseudopoda recta Jäger & Ono, 2001 (Taiwan)
- Pseudopoda rufosulphurea Jäger, 2001 (Tailàndia)
- Pseudopoda schawalleri Jäger, 2001 (Nepal)
- Pseudopoda schwendingeri Jäger, 2001 (Tailàndia)
- Pseudopoda serrata Jäger & Ono, 2001 (Taiwan)
- Pseudopoda signata Jäger, 2001 (Xina)
- Pseudopoda sinopodoides Jäger, 2001 (Nepal)
- Pseudopoda spiculata (Wang, 1990) (Xina)
- Pseudopoda spirembolus Jäger & Ono, 2002 (Japó)
- Pseudopoda taibaischana Jäger, 2001 (Xina)
- Pseudopoda thorelli Jäger, 2001 (Myanmar)
- Pseudopoda tinjura Jäger, 2001 (Nepal)
- Pseudopoda triapicata Jäger, 2001 (Nepal)
- Pseudopoda trisuliensis Jäger, 2001 (Nepal)
- Pseudopoda varia Jäger, 2001 (Nepal)
- Pseudopoda virgata (Fox, 1936) (Xina)
- Pseudopoda zhangmuensis (Hu & Li, 1987) (Xina)
- Pseudopoda zhejiangensis (Zhang & Kim, 1996) (Xina)

### Pseudosparianthis
Pseudosparianthis Simon, 1887
- Pseudosparianthis accentuata Caporiacco, 1955 (Veneçuela)
- Pseudosparianthis ambigua Caporiacco, 1938 (Guatemala)
- Pseudosparianthis antiguensis Bryant, 1923 (Antigua)
- Pseudosparianthis chickeringi (Gertsch, 1941) (Panamà)
- Pseudosparianthis cubana Banks, 1909 (Cuba)
- Pseudosparianthis fusca Simon, 1887 (Brasil)
- Pseudosparianthis jayuyae Petrunkevitch, 1930 (Puerto Rico)
- Pseudosparianthis megalopalpa Caporiacco, 1954 (Guaiana Francesa)
- Pseudosparianthis picta Simon, 1887 (Brasil, Guyana)
- Pseudosparianthis ravida Simon, 1897 (Saint Vincent)
- Pseudosparianthis variabilis F. O. P.-Cambridge, 1900 (Mèxic)

## R

### Remmius
Remmius Simon, 1897
- Remmius badius Roewer, 1961 (Senegal)
- Remmius praecalvus Simon, 1910 (Congo)
- Remmius quadridentatus Simon, 1903 (Equatorial Guinea)
- Remmius vulpinus Simon, 1897 (Camerun, Congo)
- Remmius vultuosus Simon, 1897 (Camerun, Congo)

### Rhacocnemis
Rhacocnemis Simon, 1897
- Rhacocnemis guttatus (Blackwall, 1877) (Seychelles)

### Rhitymna
Rhitymna Simon, 1897
- Rhitymna ambae Jäger, 2003 (Java)
- Rhitymna bicolana (Barrion & Litsinger, 1995) (Filipines)
- Rhitymna deelemanae Jäger, 2003 (Indonesia)
- Rhitymna flava Schmidt & Krause, 1994 (Illes Comoro)
- Rhitymna hildebrandti Järvi, 1914 (Madagascar)
- Rhitymna imerinensis (Vinson, 1863) (Madagascar)
- Rhitymna ingens Simon, 1897 (Java, Sumatra, Borneo)
- Rhitymna kananggar Jäger, 2003 (Indonesia)
- Rhitymna occidentalis Jäger, 2003 (Sri Lanka)
- Rhitymna pinangensis (Thorell, 1891) (Malàisia)
- Rhitymna plana Jäger, 2003 (Vietnam)
- Rhitymna pseudokumanga (Barrion & Litsinger, 1995) (Filipines)
- Rhitymna saccata Järvi, 1914 (Àfrica Oriental)
- Rhitymna simoni Jäger, 2003 (Java)
- Rhitymna simplex Jäger, 2003 (Borneo)
- Rhitymna tuhodnigra (Barrion & Litsinger, 1995) (Filipines)
- Rhitymna verruca (Wang, 1991) (Xina, Vietnam)
- Rhitymna xanthopus Simon, 1901 (Malàisia)

## S

### Sagellula
Sagellula Strand, 1942
- Sagellula octomunita (Dönitz & Strand, 1906) (Japó)
- Sagellula xizangensis (Hu, 2001) (Xina)

### Sampaiosia
Sampaiosia Mello-Leitão, 1930
- Sampaiosia crulsi Mello-Leitão, 1930 (Brasil)

### Sarotesius
Sarotesius Pocock, 1898
- Sarotesius melanognathus Pocock, 1898 (Àfrica Oriental)

### Sinopoda
Sinopoda Jäger, 1999
- Sinopoda albofasciata Jäger & Ono, 2002 (Illes Ryukyu)
- Sinopoda altissima (Hu & Li, 1987) (Xina)
- Sinopoda angulata Jäger, Gao & Fei, 2002 (Xina)
- Sinopoda campanacea (Wang, 1990) (Xina)
- Sinopoda chongan Xu, Yin & Peng, 2000 (Xina)
- Sinopoda dayong (Bao, Yin & Yan, 2000) (Xina)
- Sinopoda derivata Jäger & Ono, 2002 (Japó)
- Sinopoda exspectata Jäger & Ono, 2001 (Taiwan)
- Sinopoda fasciculata Jäger, Gao & Fei, 2002 (Xina)
- Sinopoda forcipata (Karsch, 1881) (Xina, Japó)
- Sinopoda hamata (Fox, 1937) (Xina)
- Sinopoda himalayica (Hu & Li, 1987) (Xina)
- Sinopoda Coreana (Paik, 1968) (Corea, Japó)
- Sinopoda licenti (Schenkel, 1953) (Xina)
- Sinopoda longshan Yin i cols., 2000 (Xina)
- Sinopoda microphthalma (Fage, 1929) (Malàisia)
- Sinopoda minschana (Schenkel, 1936) (Xina)
- Sinopoda ogatai Jäger & Ono, 2002 (Japó)
- Sinopoda okinawana Jäger & Ono, 2000 (Illes Ryukyu)
- Sinopoda pengi Song & Zhu, 1999 (Xina)
- Sinopoda serrata (Wang, 1990) (Xina)
- Sinopoda shennonga (Peng, Yin & Kim, 1996) (Xina)
- Sinopoda stellata (Schenkel, 1963) (Xina)
- Sinopoda stellatops Jäger & Ono, 2002 (Corea, Japó)
- Sinopoda tanikawai Jäger & Ono, 2000 (Japó)
- Sinopoda wangi Song & Zhu, 1999 (Xina)
- Sinopoda xieae Peng & Yin, 2001 (Xina)
- Sinopoda yunnanensis Yang & Hu, 2001 (Xina)

### Sivalicus
Sivalicus Dyal, 1957
- Sivalicus viridis Dyal, 1957 (Índia)

### Sparianthina
Sparianthina Banks, 1929
- Sparianthina selenopoides Banks, 1929 (Panamà)

### Sparianthis
Sparianthis Simon, 1880
- Sparianthis amazonica Simon, 1880 (Perú, Brasil)
- Sparianthis barroana (Chamberlin, 1925) (Panamà)
- Sparianthis granadensis (Keyserling, 1880) (Colòmbia)

### Spariolenus
Spariolenus Simon, 1880
- Spariolenus megalopis Thorell, 1891 (Illes Nicobar)
- Spariolenus secundus Jäger, 2006 (Oman)
- Spariolenus taeniatus Thorell, 1890 (Sumatra)
- Spariolenus taprobanicus (Walckenaer, 1837) (Sri Lanka)
- Spariolenus tigris Simon, 1880 (Índia, Pakistan, Malàisia)

### Spatala
Spatala Simon, 1897
- Spatala flavovittata Simon, 1897 (Veneçuela)

### Staianus
Staianus Simon, 1889
- Staianus acuminatus Simon, 1889 (Madagascar)

### Stasina
Stasina Simon, 1877
- Stasina Amèricana Simon, 1887 (Brasil)
- Stasina hirticeps Caporiacco, 1955 (Veneçuela)
- Stasina japonica Strand, 1906 (Japó)
- Stasina koluene Mello-Leitão, 1949 (Brasil)
- Stasina lucasi Bryant, 1940 (Cuba)
- Stasina macleayi Bryant, 1940 (Cuba)
- Stasina maculifera Dönitz & Strand, 1906 (Japó)
- Stasina manicata Simon, 1897 (Gabon)
- Stasina nalandica Karsch, 1891 (Sri Lanka)
- Stasina paripes (Karsch, 1879) (Sri Lanka)
- Stasina planithorax Simon, 1897 (Malàisia)
- Stasina portoricensis Petrunkevitch, 1930 (Puerto Rico)
- Stasina rangelensis Franganillo, 1935 (Cuba)
- Stasina saetosa Bryant, 1948 (Hispaniola)
- Stasina spinosa Simon, 1897 (Brasil)
- Stasina vittata Simon, 1877 (Filipines)

### Stasinoides
Stasinoides Berland, 1922
- Stasinoides aethiopica Berland, 1922 (Etiòpia)

### Stipax
Stipax Simon, 1898
- Stipax triangulifer Simon, 1898 (Seychelles)

### Strandiellum
Strandiellum Kolosváry, 1934
- Strandiellum wilhelmshafeni Kolosváry, 1934 (Nova Guinea)

## T

### Thelcticopis
Thelcticopis Karsch, 1884
- Thelcticopis ajax Pocock, 1901 (Índia)
- Thelcticopis ancorum Dyal, 1935 (Pakistan)
- Thelcticopis bicornuta Pocock, 1901 (Índia)
- Thelcticopis bifasciata (Thorell, 1891) (Illes Nicobar)
- Thelcticopis biroi Kolosváry, 1934 (Nova Guinea)
- Thelcticopis canescens Simon, 1887 (Illes Andaman, Myanmar)
- Thelcticopis celebesiana Merian, 1911 (Sulawesi)
- Thelcticopis convoluticola Strand, 1911 (Illes Aru)
- Thelcticopis cuneisignata Chrysanthus, 1965 (Nova Guinea)
- Thelcticopis fasciata (Thorell, 1897) (Myanmar)
- Thelcticopis flavipes Pocock, 1897 (Moluques)
- Thelcticopis goramensis (Thorell, 1881) (Malàisia)
- Thelcticopis hercules Pocock, 1901 (Sri Lanka)
- Thelcticopis humilithorax (Simon, 1910) (Congo)
- Thelcticopis huyoplata Barrion & Litsinger, 1995 (Filipines)
- Thelcticopis insularis (Karsch, 1881) (Micronèsia)
- Thelcticopis kaparanganensis Barrion & Litsinger, 1995 (Filipines)
- Thelcticopis karnyi Reimoser, 1929 (Sumatra)
- Thelcticopis kianganensis Barrion & Litsinger, 1995 (Filipines)
- Thelcticopis klossi Reimoser, 1929 (Sumatra)
- Thelcticopis luctuosa (Doleschall, 1859) (Java)
- Thelcticopis maindroni Simon, 1906 (Índia)
- Thelcticopis modesta Thorell, 1890 (Malàisia)
- Thelcticopis moesta (Doleschall, 1859) (Amboina)
- Thelcticopis nigrocephala Merian, 1911 (Sulawesi)
- Thelcticopis ochracea Pocock, 1899 (New Bretanya)
- Thelcticopis orichalcea (Simon, 1880) (Sumatra, Borneo)
- Thelcticopis papuana (Simon, 1880) (Nova Guinea)
- Thelcticopis pennata (Simon, 1901) (Malàisia)
- Thelcticopis pestai (Reimoser, 1939) (Costa Rica)
- Thelcticopis picta (Thorell, 1887) (Myanmar)
- Thelcticopis quadrimunita (Strand, 1911) (Nova Guinea)
- Thelcticopis rubristernis Strand, 1911 (Illes Aru)
- Thelcticopis rufula Pocock, 1901 (Índia)
- Thelcticopis sagittata (Hogg, 1915) (Nova Guinea)
- Thelcticopis salomonum (Strand, 1913) (Illes Solomon)
- Thelcticopis scaura (Simon, 1910) (Sao Tomé)
- Thelcticopis serambiformis Strand, 1907 (Índia)
- Thelcticopis severa (L. Koch, 1875) (Xina, Corea, Japó)
- Thelcticopis simplerta Barrion & Litsinger, 1995 (Filipines)
- Thelcticopis telonotata Dyal, 1935 (Pakistan)
- Thelcticopis truculenta Karsch, 1884 (Sao Tomé, Príncipe)
- Thelcticopis vasta (L. Koch, 1873) (Fiji)
- Thelcticopis virescens Pocock, 1901 (Índia)

### Thomasettia
Thomasettia Hirst, 1911
- Thomasettia seychellana Hirst, 1911 (Seychelles)

### Tibellomma
Tibellomma Simon, 1903
- Tibellomma chazaliae (Simon, 1898) (Veneçuela)

### Tychicus
Tychicus Simon, 1880
- Tychicus erythrophthalmus Simon, 1897 (Filipines)
- Tychicus gaymardi Simon, 1880 (Illes Bismarck)
- Tychicus genitalis Strand, 1911 (Nova Guinea)
- Tychicus longipes (Walckenaer, 1837) (Amboina, introduïda a Holanda)
- Tychicus rufoides Strand, 1911 (Illes Admiralty)

### Typostola
Typostola Simon, 1897
- Typostola barbata (L. Koch, 1875) (Queensland)
- Typostola heterochroma Hirst, 1999 (Queensland, Nova Gal·les del Sud)
- Typostola pilbara Hirst, 1999 (Oest d'Austràlia)
- Typostola tari Hirst, 1999 (Nova Guinea)

## V

### Vindullus
Vindullus Simon, 1880
- Vindullus kratochvili Caporiacco, 1955 (Veneçuela)
- Vindullus viridans Simon, 1880 (Brasil)

## Y

### Yiinthi
Yiinthi Davies, 1994
- Yiinthi anzsesorum Davies, 1994 (Queensland)
- Yiinthi chillagoe Davies, 1994 (Queensland)
- Yiinthi gallonae Davies, 1994 (Queensland)
- Yiinthi kakadu Davies, 1994 (Oest d'Austràlia, Territori del Nord)
- Yiinthi lycodes (Thorell, 1881) (Nova Guinea, Queensland)
- Yiinthi molloyensis Davies, 1994 (Queensland)
- Yiinthi spathula Davies, 1994 (Queensland)
- Yiinthi torresiana Davies, 1994 (Queensland)

## Z

### Zachria
Zachria L. Koch, 1875
- Zachria flavicoma L. Koch, 1875 (Oest d'Austràlia)
- Zachria oblonga L. Koch, 1875 (Nova Gal·les del Sud)